# Parti socialiste (Pays-Bas)
Pour les autres articles nationaux ou selon les autres juridictions, voir Parti socialiste.
Ne doit pas être confondu avec Socialistische Partij Anders.
Le Parti socialiste (en néerlandais : Socialistische Partij ; abrégé en SP) est un parti politique socialiste néerlandais. Son dirigeant actuel est Jimmy Dijk.
Bien qu'il ne soit affilié ni au Parti de la gauche européenne (PGE) ni à l'Alliance de la Gauche verte nordique (NGL), ses deux députés européens siégeaient au groupe parlementaire de la Gauche unitaire européenne/Gauche verte nordique.

## Histoire

### Fondation et histoire jusqu'en 1994
Le Parti socialiste est fondé en octobre 1971 comme parti maoïste sous le nom Parti communiste néerlandais/marxiste-léniniste (en néerlandais : Kommunistiese Partij Nederland/Marxisties Leninisties, abrégé en KPN/ML), issu de la scission du Mouvement de l'unité communiste des Pays-Bas (marxistes-léninistes) (nl) (KEN(ml)) à la suite d'un débat intense sur le rôle des intellectuels dans la lutte des classes. Les fondateurs du KPN/ML, au premier rang desquels Daan Monjé (nl), appartiennent à l'aile « prolétarienne » du KEN(ml), qui ne voulaient pas d'une organisation dominée par des étudiants et des intellectuels. L'année suivante en 1972, le parti change son nom en Parti socialiste. Même si dans ses premières années il adhère aux principes maoïstes, comme l'organisation des masses, le PS reste très critique envers le Parti communiste chinois, condamnent par exemple le soutien à l'Unita en Angola (il édite à cet effet une brochure, Antwoord aan de dikhuiden van de KEN).
Le PS commence à créer un réseau de partis locaux, avec un fort enracinement local. Le PS dispose de son propre réseau de cabinets médicaux, fournissant aide et conseils aux citoyens, et organisant des groupes d'action locaux. Il se développe via des organisations de façade, tels que ses propres syndicats, organisations environnementales, ou associations de locataires. Ce travail aboutit à une forte représentation dans certains conseils communaux (Gemeenteraad), notamment à Oss. Le PS prend aussi pied dans les États provinciaux, en particulier dans la province du Brabant-Septentrional.
Il tente d'entrer à la seconde Chambre à partir de 1977 mais échoue (0,2 %), ainsi qu'aux élections législatives suivantes (1981, 1982, 1986, 1989) plafonnant à 0,5 % en 1982, avec moins de 45 000 voix. En 1991, le parti décide de changer d'orientation idéologique, évoluant du communisme au socialisme, et gommant toute référence au marxisme-léninisme.

### Depuis 1994
Ce changement d'orientation semble profiter au SP qui remporte aux élections législatives de 1994 118 738 voix, soit près du quadruple de ses résultats précédents, avec 1,3 % des suffrages exprimés, et remporte deux sièges à la seconde Chambre. Le Parti est cependant toujours considéré comme un parti protestataire, son mot d'ordre étant « Stem tegen » (« Votez contre »). 
Le SP, tout comme la Gauche verte, profite aussi du repositionnement centriste du principal parti de la gauche néerlandaise, le Parti travailliste (PvdA), devenant une alternative viable pour certains électeurs de gauche.
Son opposition à la coalition violette néerlandaise et au premier cabinet Kok semble lui profiter aux élections législatives de 1998, puisqu'il remporte plus du double de ses suffrages précédents (303 703 voix, 3,5 %) et 5 sièges à la seconde Chambre. Aux Élections européennes de 1999, Erik Meijer (en) est élu au Parlement européen pour le SP.
Aux élections législatives de 2002, il change son slogan en « Stem Voor » (« Votez pour ») et est le seul parti de gauche à gagner des sièges, en doublant presque sa représentation (+4). Il conserve ce résultat aux élections législatives de 2003, augmentant même sensiblement son nombre de voix (+50 000, 6,3 % des votants), mais n'obtient pas les résultats que les sondages lui prédisaient (16 % et 24 sièges), victime du « vote utile » en faveur du parti travailliste (PvdA) qui avait de grandes chances de remporter les élections. Si les travaillistes progressent fortement (27,2 % +12,6), le CDA réussi à se maintenir (28,6 %, +0,7) et remporte l'élection. 
Aux élections européennes de 2004, le SP remporte 6,97 % (+1,93), et obtient un second député européen, Kartika Liotard.
Lors du référendum sur la Constitution européenne, le SP est le seul parti de gauche au parlement à se prononcer pour le non. Durant cette période, le SP gagne des soutiens, mais retombe légèrement après le référendum.
Les élections municipales de 2006 sont un nouveau succès pour le SP, dont le nombre de sièges est plus que doublé (+176).
Les élections législatives de 2006 marquent encore une forte poussée du SP, qui avec 1 624 349 voix et 16,6 % (+10,3) voit sa représentation au seconde Chambre presque triplée (25 sièges, +16)  et devient le troisième parti politique néerlandais derrière le CDA et le PvdA. Le SP est considéré comme le principal vainqueur de cette élection, et sa tête de liste, Jan Marijnissen, est perçu comme le cerveau de ce succès. À cette occasion, le SP aurait pu espérer entrer au gouvernement au sein d'une coalition CDA-PVDA-SP, mais les négociations échouent pour diverses raisons — notamment du fait que le premier ministre Balkenende ne voulait pas vraiment participer à une coalition avec deux partis socialistes.
Aux élections provinciales de 2007 le SP marque la plus forte progression de tous les partis, avec un gain de 54 représentants des États provinciaux, soit un total de 83. Par voie de conséquence, le SP remporte 11 sièges (+7) à la première Chambre (chambre haute du parlement néerlandais).
Aux Élections européennes de 2009, le SP stagne autour de 7 %, et conserve ses deux députés malgré la baisse générale du nombre de députés néerlandais (-2).
Les élections législatives anticipées de 2010 marquent en revanche un reflux du SP, avec 918 150 voix et 9,9 % (-6,7). Le SP perd une dizaine de sièges (15 élus) dans une campagne axée sur la baisse des dépenses publiques, dans laquelle il proposait lui-même des mesures visant à réduire les dépenses publiques (baisse du budget de la défense, augmentation forte de la fiscalité), tout en dénonçant le libéralisme économique du CDA, du PvdA et du VVD.
Ce reflux se confirme avec les élections provinciales de 2011, où le SP perd au niveau national 4,6 points et 26 représentants, pour un total de 57 élus. Mécaniquement, il perd également 3 sièges à la première Chambre.
Cependant, devant la forte chute de popularité du PvdA à son profit, selon un sondage Maurice de Hond (nl) de janvier 2012, si des élections législatives étaient tenues à cette date, le PS remporterait 32 sièges et deviendrait, pour la première fois de son histoire, le plus grand parti néerlandais.
Le Parti socialiste s'appuie sur un électorat plus ouvrier que le PvdA et la Gauche verte.

## Résultats électoraux

### Élections législatives
| Année | Voix      | %    | Sièges   | Rang | Gouvernement        |
| ----- | --------- | ---- | -------- | ---- | ------------------- |
| 1977  | 24 420    | 0,2  | 0 / 150  |      | Extra-parlementaire |
| 1981  | 30 357    | 0,3  | 0 / 150  |      | Extra-parlementaire |
| 1982  | 44 690    | 0,5  | 0 / 150  |      | Extra-parlementaire |
| 1986  | 31 983    | 0,3  | 0 / 150  |      | Extra-parlementaire |
| 1989  | 38 789    | 0,4  | 0 / 150  |      | Extra-parlementaire |
| 1994  | 118 738   | 1,3  | 2 / 150  | 10e  | Opposition          |
| 1998  | 303 703   | 3,5  | 5 / 150  | 6e   | Opposition          |
| 2002  | 560 447   | 5,9  | 9 / 150  | 6e   | Opposition          |
| 2003  | 609 723   | 6,3  | 9 / 150  | 4e   | Opposition          |
| 2006  | 1 624 349 | 16,6 | 25 / 150 | 3e   | Opposition          |
| 2010  | 915 230   | 9,9  | 15 / 150 | 5e   | Opposition          |
| 2012  | 904 496   | 9,6  | 15 / 150 | 4e   | Opposition          |
| 2017  | 955 633   | 9,1  | 14 / 150 | 6e   | Opposition          |
| 2021  | 623 371   | 6,0  | 9 / 150  | 5e   | Opposition          |
| 2023  | 328 225   | 3,15 | 5 / 150  | 8e   | Opposition          |

### Parlement européen
| Année | Voix    | %   | Mandats | Rang | Groupe  |
| ----- | ------- | --- | ------- | ---- | ------- |
| 1989  | 34 332  | 0,7 | 0 / 25  | 8e   |         |
| 1994  | 55 311  | 1,3 | 0 / 31  | 8e   |         |
| 1999  | 178 642 | 5,0 | 1 / 31  | 7e   | GUE/NGL |
| 2004  | 332 326 | 7,0 | 2 / 27  | 6e   | GUE/NGL |
| 2009  | 323 269 | 7,1 | 2 / 25  | 7e   | GUE/NGL |
| 2014  | 458 079 | 9,6 | 2 / 26  | 5e   | GUE/NGL |
| 2019  | 185 397 | 3,4 | 0 / 29  | 11e  | -       |

## Têtes de liste
De 1986 — et en particulier depuis son changement d'orientation en 1994 — à 2008, la tête de liste et président du groupe parlementaire à la chambre basse du PS est Jan Marijnissen. Il abandonne la direction du parti en 2008 à Agnes Kant qui la laisse à son tour en 2010 à Emile Roemer qui la laisse à son tour en 2017 à Lilian Marijnissen.

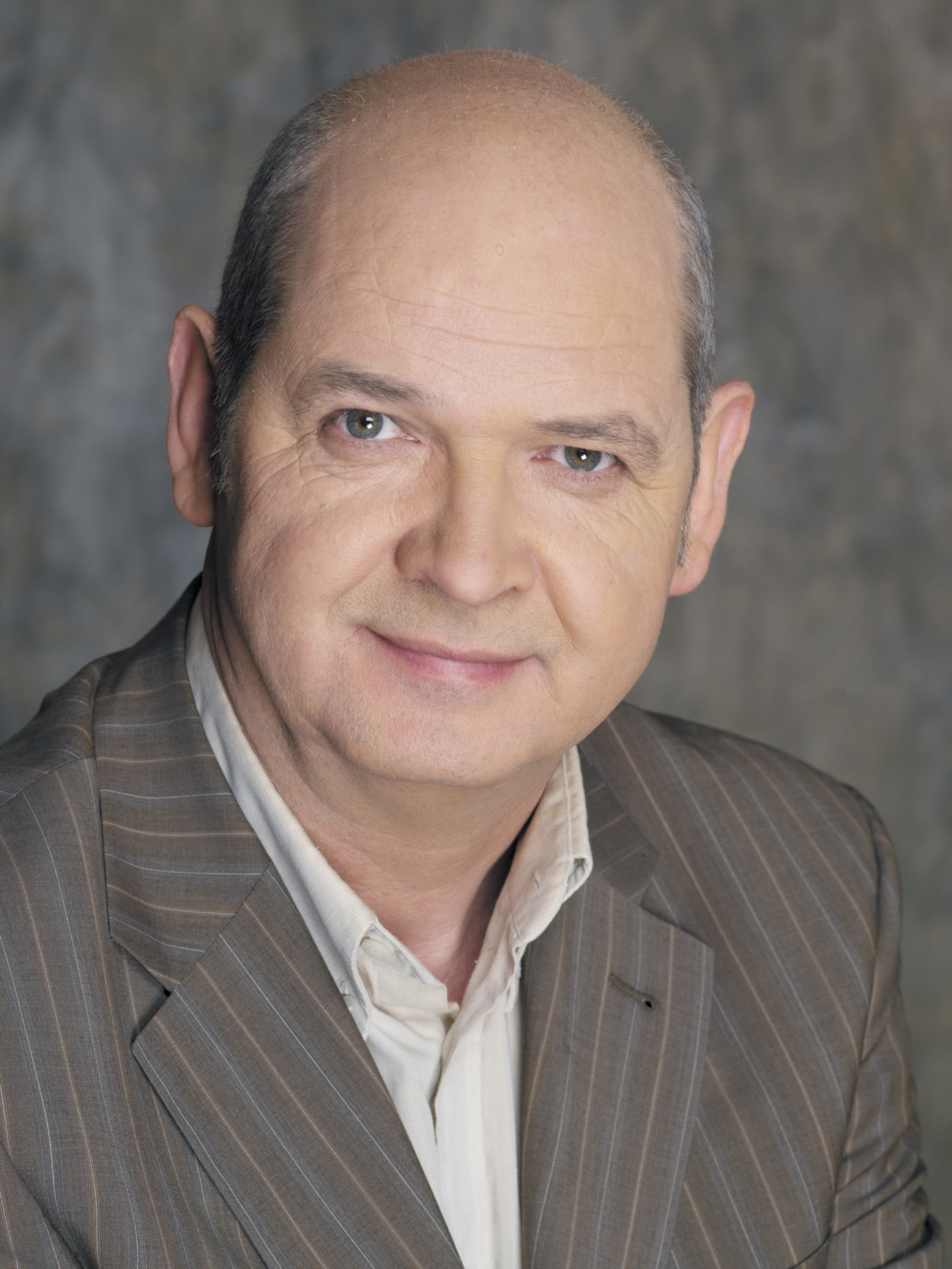
Jan Marijnissen.
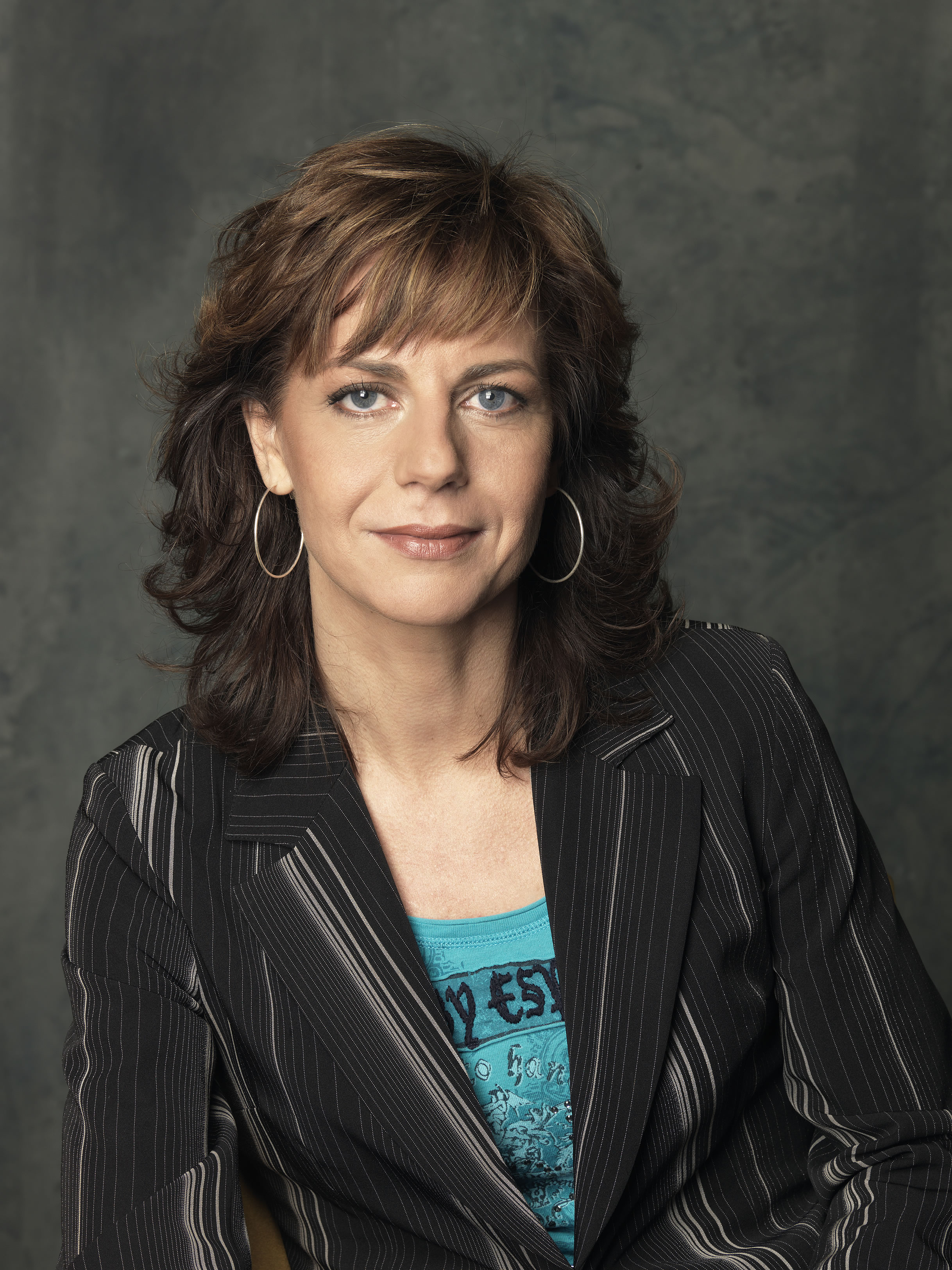
Agnes Kant.
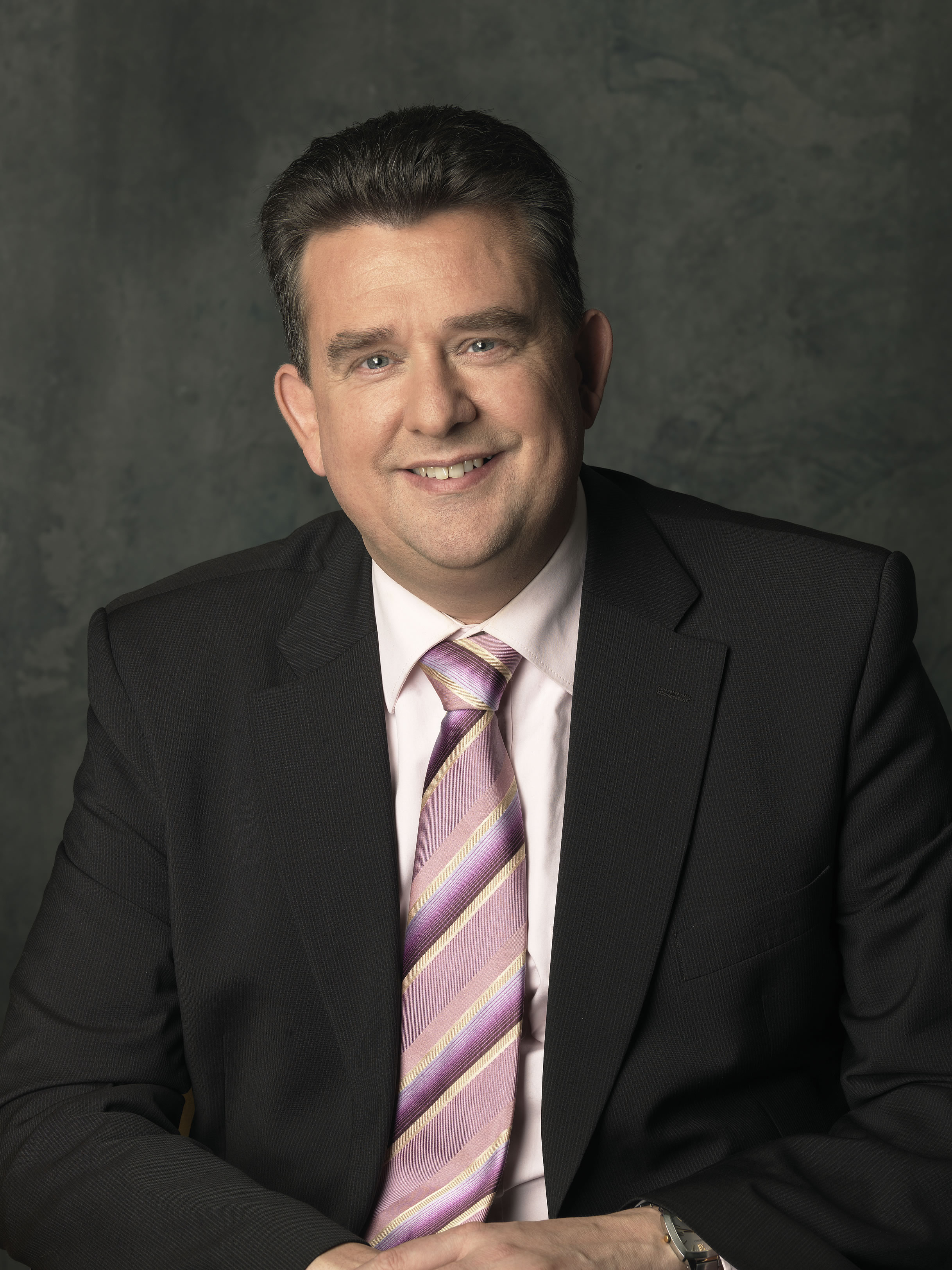
Emile Roemer.
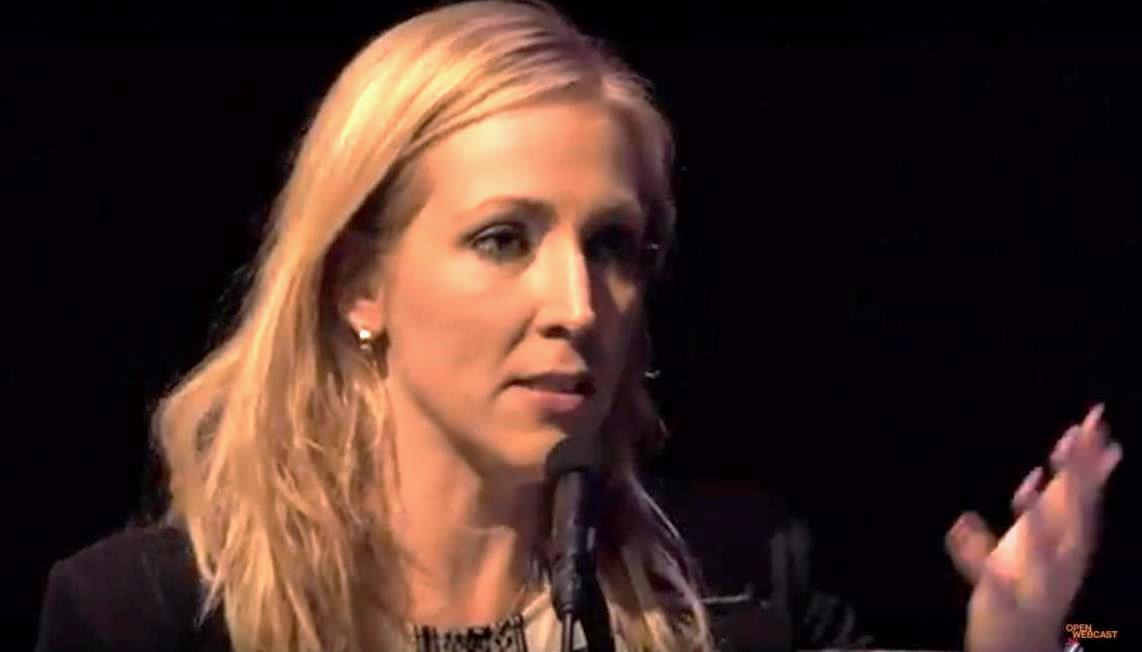
Lilian Marijnissen.